# Mervelier
Mervelier (hist. Morschwiler) − miejscowość i gmina w Szwajcarii, w kantonie Jura, w okręgu Delémont. 

## Demografia
W Mervelier mieszka 528 osób. W 2020 roku 4,2% populacji gminy stanowiły osoby urodzone poza Szwajcarią. 